# Георгиевский, Георгий Владимирович
Гео́ргий  Влади́мирович  Гео́ргиевский (род. 29 апреля 1958 года в Риге, Латвия) – исполнитель авторской песни, автор стихов, член Объединения русских литераторов Эстонии (2008),  член Союза Писателей России (2010). Мастер спорта СССР по силовому троеборью   (1989).
C 1960 года живет в Эстонии, в  г. Йыхви.  Работал спортивным тренером, журналистом, сотрудником культурного центра «Полисветие» . С 2009 года - литератор свободной профессии.
«Обращение к чудесному образному языку русской былины, к нормам русской оды, знание исторического материала и умение донести своё творчество до читателя свойственны творчеству поэта-песенника и «былинника» Георгия Георгиевского» .
 Темы стихотворений-песен: духовные стихи, лирика, былины, исторические песни, поэтическая мифология, сатира, сказки.

## Основные  публикации
- Журнал «Балтика» (2009 г., № 2): «Элегия», «Посвящение Омару Хайяму», «Как я был рыцарем-крестоносцем, участником Третьего крестового похода», «Кредо», «Гимн Белой богине британского барда», «Кошемар», «Наивная песенка», «Философический этюд».
- Журнал «Балтика» (2008 г., №2): «Русские псалмы», «Псалмы».
- Журнал «Полисветие» (2007 г.): стихи «Кассандра», «Кардиологическая песенка», «Сила безусильная», «Моя Гефсимания», «Первый русский псалом», «Второй русский псалом», «Гораций», «Рим», «Арион», «Египет», «Третий русский псалом»
- Журнал «Балтика» (2005 г. , № 3): стих. «Песня Ваньки-Каина», «Песня Ясона, вождя аргонавтов»
- Журнал «Радуга» (2005 г.): стих. «Лирическая-оптимистическая песенка».
- Журнал «Литературная Эстония» (2004 г.) (30 стих.)
- «Таллин» Альманах: стих. «Посмертная песнь соратника старейшины Лембиту... ».
- Газета «Инфопресс» (Ида-Вирумаа), 2003 г., 29.08-4.09. Стихи «Ганнибал», «Тумбалалайка».
- Журнал «Таллин» (2000 г., 17/18 номера): стихотворения «Плач протопопа Аввакума...», «Печальная песенка»,    «К Лире», «Георгий Победоносец».